# Bronisław Korda
Bronisław Korda (ur. 7 kwietnia 1979) – polski lekkoatleta specjalizujący się w rzucie oszczepem.
Wielokrotny medalista mistrzostw Polski w kategorii młodzików i juniorów. W 1997 zajął piąte miejsce w mistrzostwach Europy juniorów. Rok później był czwarty w mistrzostwach świata juniorów we Francji. Siedmiokrotny finalista mistrzostw kraju w kategorii seniorów - najwyższa lokata to 5. miejsce (w 2000 i 2001). Wychowanek Sztormu Kołobrzeg trenował pod okiem Michała Barty oraz Mirosława Szybowskiego. Rekord życiowy: 74,60 (24 czerwca 2001, Białogard).  

## Progresja wyników
| Rok  | Wynik | Data        | Miejsce       |
| ---- | ----- | ----------- | ------------- |
| 1997 | 72,90 | 26 lipca    | Lublana       |
| 1998 | 72,73 | 31 lipca    | Annecy        |
| 1999 | 74,05 | 23 maja     | Schwechat     |
| 2000 | 73,70 | 5 sierpnia  | Kraków        |
| 2001 | 74,60 | 24 czerwca  | Białogard     |
| 2002 | 72,99 | 26 maja     | Poznań        |
| 2003 | 71,58 | 26 kwietnia | Overland Park |
| 2004 | 71,80 | 22 maja     | Wrocław       |
| 2005 | 71,60 | 24 września | Kołobrzeg     |
| 2006 | 74,09 | 28 lipca    | Ustka         |
| 2007 | 69,11 | 30 czerwca  | Poznań        |
| 2008 | 67,29 | 2 sierpnia  | Bedford       |
| 2009 | 58,65 | 31 maja     | Grangemouth   |